# Nantosuelta
Nantosuelta var naturens, jordens, eldens och fruktbarhetens gudinna i keltisk mytologi.
Hon tycks ha dyrkats främst i Gallien. Hon avbildades ofta bärande ett hus på en spira. Hon var möjligen samma gudom som Morrigan.